# Denis Viane
Denis Viane est un footballeur belge né le 2 octobre 1977 à Bruges (Belgique). Il est Défenseur durant la  majeure partie de sa carrière au Cercle Bruges KSV. Prêté en août 2011 au Royal Antwerp Football Club, il doit arrêter sa carrière en mars 2012 pour raisons médicales.